# Лебедєв Олександр Євграфович
Ле́бедєв Олекса́ндр Євгра́фович (рос. Лебедев Александр Евграфович) — російський потомствений дворянин, лаїшевський повітовий очільник дворянства (1840—1842), дієвий статський радник.
Олександр Євграфович був сином Лебедєва Євграфа Олексійовича, засновника дворянського роду Лебедєвих. Був одружений із Стрекаловою Марією Степанівною.
Лебедєва вважають одним із засновників міста Можга в Удмуртії. 1835 року був заснований Сюгинський скляний завод, який Олександр Євграфович придбав 1842 року у Ф. Г. Чернова. Вся прилегла до нього територія площею 6638 десятин перейшла у власність великого землевласника. Новий власник переселив сюди 25 родин кріпосних робітників, їхні нащадки працювали на заводі і після революції, складаючи основний кістяк робітників підприємства. Після смерті Лебедєва в 1878 році завод відійшов до його дочки С. О. Язикової.

## Статок
- в місті Казані — 3 кам'яних будинки, кам'яна кузня
- в селі Турмінському Свіязького повіту — 228 селян, 1469 десятин землі
- в селах Обухово, Лугова, Каїпи, Сокури, Микільському Лаїшевського повіту — 642 селяна, 8802 десятин землі
- в селі Гур'євка Мамадиського повіту — 201 селянин, 1967 десятин землі
- в селі Служивій Шенталі Чистопольського повіту — 153 селянина, 1147 десятин землі
- в Тетюському повіті — 187 десятин землі
- в Нижегородській губернії — Погарновський та Коневський скляні заводи, селяни та земля
- в Малмизькому повіті — Бемишевський мідний завод, село Пустош
- В Єлабузькому повіті — Сюгинський скляний завод, 6638 десятин землі Сюгинської лісової дачі

## Родина
У Олександра Євграфовича та Марії Степанівни було 6 дочок та 1 син:
- Олександр Олександрович — камергер Імператорського двору, дієвий статський радник, голова з'їзду мирових суддів (1875), в 1914—1917 роках лаїшевський повітовий очільник дворянства, мав при селі Сокури 6266 десятин землі, орендатор в 1878—1992 роках Сюгинського заводу
- Катерина Олександрівна
- Єлизавета Олександрівна
- Марія Олександрівна
- Анна Олександрівна — народилась 1848 року
- Ольга Олександрівна — народилась в 1851 році, мала в селі Сокури Лаїшевського повіту 1597 десятин землі
- Софія Олександрівна — народилась 13 серпня 1858 року, за заповітом їй відійшов Сюгинський завод та частина Сюгинської лісової дачі. Володіла (1878—1892) заводом, а потім створила на його базі пайове товариство «С. О. Сирнова та С. О. Шишков» (1892—1918)